# James Steele Gracey
James Steele Gracey, ameriški admiral, * 24. avgust 1927, Newton, Massachusetts, ZDA, † 5. april 2020 Falls Church, Virginija, ZDA.